# Projection (défense)
Pour les articles homonymes, voir Projection.
 (août 2011).
Si vous disposez d'ouvrages ou d'articles de référence ou si vous connaissez des sites web de qualité traitant du thème abordé ici, merci de compléter l'article en donnant les références utiles à sa vérifiabilité et en les liant à la section « Notes et références ».

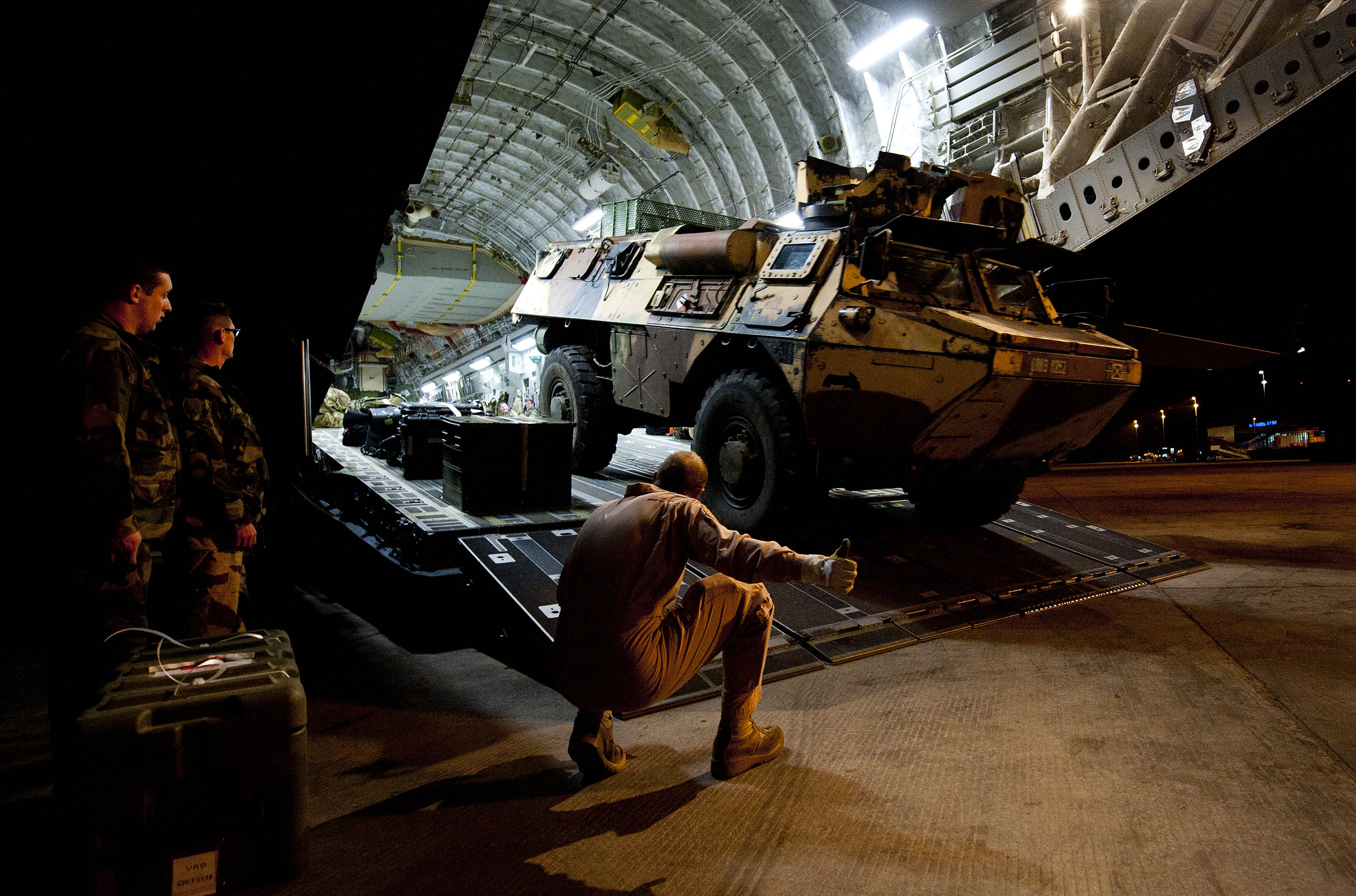
Un membre de la Royal Air Force britannique dirige le chargement d'un VAB de l'Armée de terre française dans un des C-17 mis à disposition dans le cadre de l'opération Serval.
Photo : 15 janvier 2013, 6h du matin.

Dans la défense, la projection recouvre l'ensemble des interventions conduites hors des frontières d'un État.
Lorsqu'il y a envoi de troupes au sol sur le théâtre d'opération, on parle de projection de forces.
Dans le cas contraire, on parle de projection de puissance.
La capacité de projection est un élément clé de la puissance d'un État dans les relations internationales. On peut considérer que tout État capable de diriger ses forces militaires hors des frontières de son territoire possède un certain niveau de capacité de projection, mais le terme lui-même est utilisé plus souvent en référence aux militaires, avec une portée mondiale (ou au moins significativement plus large que l'aire qui entoure immédiatement un État).
Le bouleversement du contexte stratégique intervenu depuis 1989 (chute du mur de Berlin) a fait apparaître des foyers de crises qui exigent des capacités d'interventions extérieures importantes et surtout rapidement mobilisables.

## Éléments de projection

### Commandement
Certaines armées ont un commandement dédié à la projection de puissance
- Le United States Transportation Command intègre les moyens de projection des forces armées des États-Unis.
- Le Commandement européen du transport aérien intègre les moyens de transport aérien de sept pays européens

### Mer

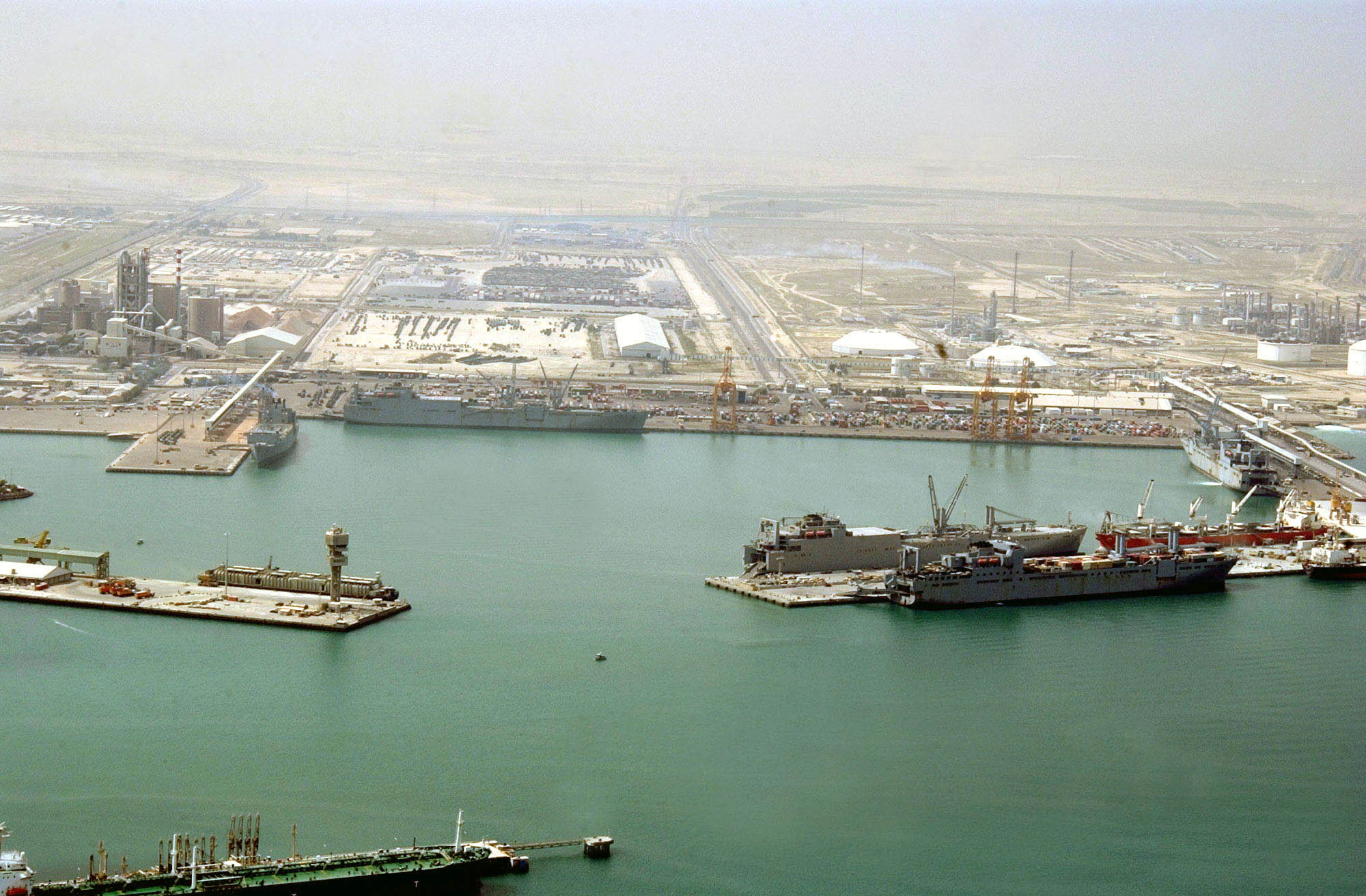
Navires de transport rapide du MSC en 2004 au Koweït pendant la guerre d'Irak.

La projection par mer peut se faire par:
- Bâtiment de projection et de commandement (BPC) (par exemple, la Classe Mistral de la Marine nationale française) :
- Sous-marin nucléaire d'attaque (déploiement de commandos)

### Air
La projection se fait à l'aide des éléments suivants :
- Avions de transport,
- Hélicoptères.

### Soutien logistique
Dans la préparation d'une projection, il est très important de prévoir tous les éléments de l'opération : transport, logistique. En particulier, il faut formaliser les exigences en matière de sécurité :
- Sécurité des transports : protection contre les matières dangereuses (étiquettes de danger)...
- Soutien logistique intégré[1]

## Exemples
Le déploiement stratégique pour les opérations Bouclier du Désert et Tempête du Désert lors de la Guerre du Golfe est parmi les plus importants de l'histoire. Le TRANSCOM, en concert avec ses composantes, a déplacé dans la zone d'opération du United States Central Command près de 504 000 passagers, 3.7 millions de tonnes de fret et 6.1 millions de tonnes de produits pétroliers en sept mois environ. Cela équivaut approximativement au déploiement et à l'approvisionnement de deux corps d'armée, deux Forces Expéditionnaires des Marines et 28 escadrons tactiques de l'Air Force. Pour paraphraser Churchill: "Aucune nation n'a jamais déplacé autant, si loin, si rapidement."

## Systèmes d'information et de communication

### Rôle
Dans les armées modernes, la projection de forces armées nécessite l'emploi de systèmes d'information et de communication. Afin de réaliser l'ensemble des fonctions de commandement, de renseignement, et de logistique, ceux-ci doivent respecter de hauts niveaux d'exigences.
Les SIC participent à l'ensemble des phases de planification et de projection de la force avec un seul objectif : permettre d'assurer le fonctionnement des liaisons de commandement et des systèmes d'information dont le chef a besoin. Les SIC doivent lui garantir en permanence une capacité d'échanges d'informations dans les meilleures conditions de rapidité et de sécurité quelles que soient les conditions d'engagement (rythme, élongations, conditions de propagation, menaces, déficiences techniques, etc.).
La projection nécessite des réseaux d'élongation entre la métropole et les théâtres d'opérations. Dans l'armée française, ces réseaux sont constitués par les systèmes Syracuse et Aristote.
Aux États-Unis, il est apparu dans les années 1980 qu'il était nécessaire d'améliorer les principes de partage d'information pour la documentation technique sous forme électronique. Ce fut l'objet du programme CALS, qui engendra différents standards (SGML, IGES, STEP, etc.).
En raison de la criticité des systèmes, il est nécessaire de prévoir des exigences concernant à la fois l'interopérabilité et la sécurité. Il est très souvent difficile de concilier ces deux types d'exigences à de hauts niveaux d'évaluation.

### Interopérabilité
La préparation d'une projection nécessite l'emploi coordonné de systèmes appartenant aux trois armées (terre, air, mer), ainsi que de systèmes de transport et de logistique.

### Sécurité
Les systèmes d'information employés sont le plus souvent des systèmes critiques. Ils doivent atteindre de hauts niveaux d'exigences en matière de sécurité :
- Faible tolérance aux pannes ;
- Niveaux d'évaluation d'assurance élevés.